# Массацца
Массацца (итал. Massazza) — коммуна в Италии, располагается в регионе Пьемонт, в провинции Бьелла.
Население составляет 579 человек (2008 г.), плотность населения составляет 53 чел./км². Занимает площадь 11 км². Почтовый индекс — 13030. Телефонный код — 0161.
В коммуне 15 августа особо празднуется Успение Пресвятой Богородицы.

## Демография
Динамика населения:

## Администрация коммуны
- Официальный сайт: https://web.archive.org/web/20110722030706/http://www.comunemassazza.it/